# Olsen-bandens sidste bedrifter
Olsen-Bandens sidste bedrifter er en dansk film fra 1974. Denne film er den 6. i rækken af Olsen-banden-film. Ove Sprogøe modtog Bodilprisen for bedste mandlige hovedrolle i 1975 for sin rolle som Egon Olsen.

## Handling
Efter kuppet mod H.C. Hallandsen i den sidste film lykkes det endelig Egon, Benny, Kjeld, Yvonne og Børge at komme til Spanien. Dog uden byttet, der gik tabt på Amagerforbrænding, hvorfor banden må skaffe 8.000 kr (80.000 pesetas) fra pengeskabet på den danske restauratør Jørgen "Grise"-Hansens traktørsted "El Retamar". Men bandens opgave med at dække over Egons arbejde med skabet mislykkes, især på grund af Yvonne. Egon bliver taget på fersk gerning af Yvonnes "tyrefægtervenner" fra Guardia Civil og havner i fængsel i Danmark.
Efter sin løsladelse bliver Egon til Kjelds og Bennys forbavselse hentet fra fængslet af en stor limousine af nogen, de ikke kender. Egon har under afsoningen gennem sin cellekammerat; advokat Kramer fået kontakt til vekselerer J.M.R. Holm Hansen Jr., som har brug for Egons ekspertise til at åbne et Franz Jäger-pengeskab, som står i den nyligt afdøde forretningspartner, direktør Hallandsens villa i Schweiz.
Egon flyver på 1. klasse til Schweiz, åbner pengeskabet, men snydes og efterlades i villaen, hvorfra han med nød og næppe undgår politiet, returnerer til København med Alpen-express fra Zürch på lokumsbillet og præsenterer Kjeld og Benny for en ny plan for stjæle pengeskabets indhold og bruge det til at presse hans ærligt fortjente 25% ud af Holm-Hansen. Pengeskabet indeholdt intet mindre end de i årtier over hele verden eftertragtede Bedford-diamanter, som Holm-Hansen vil sælge til sheiken af Abradan for 15 millioner amerikanske dollars hhv. 100 millioner danske kroner.
På Knippelsbro lykkedes det, fra en lånt KS-bus Egon at stjæle diamanterne fra sheikens bil, mens den holder for broen, der er åbnet for Børges højtriggede båd. Men da han efterfølgende vil bringe dem tilbage til Holm-Hansen for at afpresse ham, indeholder tasken alt andet end diamanterne: Yvonne har gemt dem i kommoden i entreen og fyldt tasken med familiens værdiløse tourist-souvenirs. Desværre har hun desuden solgt kommoden til marskandiseren.
Samtidig beder Holm-Hansen lejemorderen Bøffen skaffe Egon, der ved for meget, af vejen. Benny og Kjeld tager med Egon, som i mellemtiden er gået fra forstanden, til marskandiseren. Mens Kjeld og Benny køber kommoden tilbage , stadig med diamanterne i skuffen, kidnapper Bøffen Egon for lade ham nedsænke i Sydhavnen med fødderne støbt fast i en balje med cement.
Men Egon reddes af Kjeld og Benny og har nu en ny plan: Kjeld og Benny klæder sig ud som politifolk og går sammen med Egon som delinkvent ind til Holm-Hansen. Mens Holm-Hansen "afhøres" af Benny, kan Egon sammen med Kjeld ubemærket åbne pengeskabet og stjæle de tre kufferter med de 100 millioner kroner. Da Olsen-banden forsvinder med disse, tilkalder Holm-Hansen politiet, som i skabet finder Kjelds jordemodertaske indeholdende de længe eftersøgte Bedford-diamanter og prompte anholder Holm-Hansen. Derefter kan Egon, Benny, Kjeld, Yvonne og Børge tage af sted til Mallorca med 100 millioner kroner.

## Om filmen
Ordet 'bedrift' stammer fra det middelnedertyske ord bedrif (sammenblandet med drift). Drift er en "løbende aktivitet rettet mod at få noget til at fungere og holde det i gang". Hvor bedrift defineres som en heltemodig eller betydningsfuld handling eller præstation. Dette demonstreres i filmen, da kuppet for første gang i film-serien lykkes, og Olsen-Bandens drøm går i opfyldelse.
Som titlen på filmen antyder, ønskede instruktøren at stoppe film-serien her. Men på grund af seriens enorme popularitet og indtjening blev den fortsat med yderligere otte film.
I 1973, som var året før filmen blev udgivet, var Danmark ramt af den internationale oliekrise, der bl.a. førte til drastiske prisstigninger på benzin og olie og forsøg på at reducere forbruget. I Danmark steg benzinprisen til 2,05 kr. pr. liter, og i en periode indførtes "bilfri søndage", som indebar, at alle former for kørsel var forbudt om søndagen. Derudover skulle danskerne spare på varme og lys. I filmen bliver der flere gange gjort opmærksom på benzin og adgangen til benzin, f.eks. da Kjeld gentagne gange spørger Benny, om han har husket at komme benzin på bilen. Benny besvarer spørgsmålet med "Jaja, selvfølgelig har jeg det, hold nu kæft."

## Medvirkende
- Ove Sprogøe − Egon Olsen
- Morten Grunwald − Benny Frandsen
- Poul Bundgaard − Kjeld Jensen
- Kirsten Walther − Yvonne Jensen
- Jes Holtsø − Børge Jensen
- Axel Strøbye − Kriminalassistent Jensen
- Ole Ernst − Politiassistent Holm
- Bjørn Watt Boolsen − Vekselerer John Morgan Rockefeller Holm Hansen (Junior)
- Ove Verner Hansen − Bøffen
- Lily Weiding − Turist der jagter Benny
- Holger Vistisen − Portier
- Freddy Koch − Holm Hansens mand i Schweiz
- Poul Glargaard − Tolder
- Karl Stegger − Vagtmand
- Poul Thomsen − Buschauffør
- Solveig Sundborg − Fodgænger
- Holger Perfort − Træner
- Valsø Holm − Betjent
- Arve Opsahl − Knut
- Sverre Holm − Olav
- Carsten Byhring − Øjvind
- Bo Christensen − Den tyske forbindelse
- Palle Wolfsberg − Jørgen Hansen; "Grise-Hansen"
- Knud Hilding − Brovagt
- Alf Andersen − Sheiken af Abradan

## Trivia
- Den kvindelige turist, som i starten af filmen jagter Benny, spilles af Morten Grunwalds partner og senere ægtefælle, Lily Weiding.
- Kirsten Walthers mand Palle Wolfsberg spiller på Mallorca-scenerne rollen som restauratøren Grise-Hansen.
- Ligeledes spilles enkelte scener i Schweiz; villaen, hvori pengeskabet befinder sig, befinder sig dog i virkeligheden i den københavnske forstad Klampenborg. Huset fungerede i årene 1991 til 1999 som hovedsæde for Per Holst Film A/S, som siden 2001 har været en del af Nordisk Film.[2]
- Pengeskabet bevogtes af en imponerende samling Ib Henrik Cavling-romaner[b] i Hallandsens bogreol. Karrierelægen, ligesom filmen fra 1974, skjuler den hemmelige afbryder.
- I 1975 opstod med Olsenbandens siste bedrifter en norsk genindspilning.
- Skuespillerne fra den norske Olsen-bande, Arve Opsahl, Sverre Holm og Carsten Byhring, har en gæsteoptræden som berusede turister.